# Weapons (filme)
Weapons (bra: A Hora do Mal; prt: Hora do Desaparecimento) é um filme norte-americano de terror psicológico e terror folclórico de 2025, escrito, produzido e dirigido por Zach Cregger. Considerado um "épico de terror com múltiplas histórias", o filme é estrelado por Josh Brolin, Julia Garner, Alden Ehrenreich e Austin Abrams. A trama investiga o desaparecimento em massa de crianças em uma pequena cidade e os segredos sombrios que o evento expõe.
Lançado em 8 de agosto de 2025, Weapons foi um sucesso de crítica e público, aclamado pela direção ambiciosa de Cregger, seu roteiro não linear e a capacidade de fundir terror atmosférico com um drama humano profundo. O filme estreou em primeiro lugar nas bilheterias e foi elogiado como um dos filmes de terror mais originais e intelectualmente estimulantes do ano.

## Premissa
Em uma pacata noite na cidade de Maybrook, Pensilvânia, um evento inexplicável abala a comunidade: às 2:17 da madrugada, dezessete crianças da mesma sala do ensino fundamental saem de suas casas, marcham em transe para uma floresta próxima e desaparecem sem deixar rastros. O filme se desenrola através de múltiplas perspectivas interligadas: um pai desesperado (Josh Brolin), uma professora atormentada (Julia Garner), um policial corrupto (Alden Ehrenreich) e um jovem ladrão (Austin Abrams). À medida que a investigação avança, a busca pelas crianças desenterra uma teia de segredos envolvendo bruxaria, histeria coletiva, traumas geracionais e fanatismo religioso, forçando os habitantes a confrontar o mal que reside dentro de sua própria comunidade.

## Elenco
- Josh Brolin como Archer Graff: Um pai em luto e enfurecido pela perda de seu filho, Matthew. Brolin descreveu o papel como um dos mais desafiadores de sua carreira, atraído pela exploração crua do desespero paternal no roteiro de Cregger.[6]
- Julia Garner como Justine Gandy: A professora da turma desaparecida, que se torna o principal alvo da suspeita e do pânico da cidade.
- Alden Ehrenreich como Paul Morgan: Um policial local envolvido em corrupção, cujo envolvimento no caso é complicado por um relacionamento com Justine. Ehrenreich elogiou o roteiro como "um dos melhores que já li".[7]
- Austin Abrams como James: Um ladrão viciado em drogas que, inadvertidamente, se depara com uma peça central do mistério.
- Cary Christopher como Alex Lilly: A única criança da turma de Justine que não desapareceu, tornando-se uma figura enigmática na investigação.
- Benedict Wong como Andrew Marcus: O diretor da escola, que tenta gerenciar a crise e a histeria dos pais.
- Amy Madigan como Gladys Lilly: A tia excêntrica de Alex, cujas crenças e conhecimentos sobre o folclore local se mostram cruciais.
- June Diane Raphael como Donna Morgan: Esposa de Paul.
- Toby Huss como Ed: O chefe de polícia e sogro de Paul.

## Produção

### Roteiro e Desenvolvimento
Após o sucesso de seu filme de estreia, Noites Brutais (2022), Zach Cregger se estabeleceu como uma nova voz proeminente no terror. Seu roteiro para Weapons tornou-se um dos pacotes mais cobiçados de Hollywood, gerando uma intensa guerra de lances. Em janeiro de 2023, a New Line Cinema superou concorrentes como Netflix e Universal para adquirir os direitos. O acordo de US$ 38 milhões concedeu a Cregger um controle criativo significativo, incluindo o privilégio de corte final, uma raridade para um segundo filme.
A inspiração para a estrutura narrativa veio de Magnólia (1999), de Paul Thomas Anderson, mas o núcleo emocional do roteiro nasceu de uma tragédia pessoal. Cregger revelou que escreveu o roteiro em um "surto de criatividade" como uma forma de lidar com o luto pela morte súbita de uma pessoa próxima. Ele descreveu o roteiro como uma "vômito de dor", afirmando que o capítulo final é "profundamente autobiográfico". Essa origem pessoal infundiu no filme temas de perda e trauma, que foram amplamente elogiados pela crítica.

### Mudanças no elenco
O elenco original do filme contava com Pedro Pascal, Renate Reinsve e Brian Tyree Henry. No entanto, a greve da SAG-AFTRA de 2023 interrompeu a pré-produção. Os atrasos subsequentes criaram conflitos de agenda intransponíveis, principalmente para Pascal, que estava comprometido com The Fantastic Four: First Steps e a segunda temporada de The Last of Us. Cregger comentou: "Eu tive que recomeçar do zero. É como um efeito dominó". Josh Brolin assumiu o papel principal, trazendo uma intensidade diferente ao personagem de Archer Graff. Austin Abrams foi o único ator do elenco original a permanecer no projeto.

### Filmagens e Cinematografia
As filmagens ocorreram de junho a julho de 2024 na área metropolitana de Atlanta, Geórgia. O diretor de fotografia Larkin Seiple, que colaborou com Cregger em Noites Brutais, retornou para criar a estética visual do filme. A dupla optou por uma abordagem naturalista e sombria, utilizando iluminação de baixo contraste para realçar a atmosfera opressiva da cidade de Maybrook. Cregger mencionou que, embora tenha se frustrado inicialmente por não poder filmar na Pensilvânia, descobriu que o clássico moderno Prisoners (2013), uma de suas inspirações visuais, também foi filmado na Geórgia, o que o motivou a explorar as paisagens do estado para criar o tom desejado.

### Música e Som
A trilha sonora foi composta pelo duo The Holladay Brothers (Ryan e Hays Holladay), com contribuições do próprio Zach Cregger. A música se afasta dos clichês do terror, focando em paisagens sonoras ambientais e melodias dissonantes que aumentam a sensação de pavor psicológico em vez de depender de jump scares. O design de som foi um elemento crucial, com o silêncio sendo usado de forma proeminente para criar tensão, especialmente nas cenas noturnas na floresta.

## Temas e Análise
Weapons foi celebrado pela crítica por sua profundidade temática, explorando questões complexas sob a fachada de um filme de terror.
- Luto e Trauma Coletivo: No cerne do filme está a exploração do luto, tanto individual quanto coletivo. A dor de Archer Graff serve como a âncora emocional, enquanto a cidade de Maybrook personifica o trauma comunitário, reagindo com medo, acusações e paranoia. O filme sugere que o verdadeiro horror não é o evento sobrenatural em si, mas como a tragédia fratura as relações humanas.

- Histeria em Massa e a Busca por Bodes Expiatórios: O filme funciona como uma alegoria moderna dos julgamentos de bruxas, com a professora Justine Gandy se tornando o bode expiatório para a dor e a incompreensão da comunidade. A narrativa critica a rapidez com que a sociedade busca culpados fáceis em tempos de crise, impulsionada pelo medo e pela desinformação.

- Conflito entre Modernidade e Folclore: Weapons põe a investigação policial moderna com elementos de terror folclórico e bruxaria. A personagem de Gladys Lilly representa a sabedoria ancestral e esquecida que a lógica contemporânea despreza, mas que pode conter as respostas para o mistério. Esse conflito temático é central para a identidade de folk horror do filme.

## Marketing e Lançamento
A campanha de marketing foi notável por seu minimalismo e mistério. O primeiro teaser, exibido na CinemaCon em abril de 2025, estabeleceu um tom sombrio sem revelar detalhes da trama. A estratégia principal envolveu o site de realidade alternativa MaybrookMissing.com, que apresentava recortes de jornais fictícios, cronologias do desaparecimento e testemunhos em vídeo dos "moradores" da cidade. Essa abordagem imersiva gerou teorias de fãs e um engajamento significativo antes da estreia.
O filme foi originalmente agendado para janeiro de 2026, mas a Warner Bros., confiante no potencial do filme, adiantou o lançamento para o auge da temporada de verão norte-americana, em 8 de agosto de 2025.

## Recepção

### Desempenho de bilheteria
Weapons foi um sucesso financeiro. Com um orçamento de produção de US$ 38 milhões, o filme arrecadou US$ 42,5 milhões em seu primeiro fim de semana nos Estados Unidos e Canadá, superando as projeções e liderando as bilheterias. O desempenho foi visto como uma prova da força contínua do gênero de terror original no mercado e solidificou a posição da Warner Bros. como um distribuidor dominante no ano. A receita global ultrapassou US$ 70 milhões na primeira semana de exibição.

### Resposta da crítica
O filme recebeu aclamação universal da crítica. No Rotten Tomatoes, ele detém uma taxa de aprovação de 100% com base em 50 avaliações, com uma pontuação média de 8.8/10. No Metacritic, o filme tem uma pontuação de 89 de 100, indicando "aclamação universal".
Os críticos elogiaram a direção de Cregger como "magistral" e seu roteiro como "inteligente e emocionalmente ressonante". 
O San Francisco Chronicle escreveu que o filme é uma obra de "gênio perturbador", elogiando sua capacidade de ser "aterrorizante, comovente e, por vezes, surpreendentemente engraçado".
O Correio Braziliense o chamou de "uma obra-prima do terror moderno", que "utiliza o gênero para explorar as profundezas da condição humana".
As atuações de Brolin e Garner foram frequentemente citadas como destaques e potenciais candidatas a prêmios.

## Possível futuro
O sucesso crítico e comercial de Weapons levou a especulações sobre uma expansão do universo. Relatórios indicam que a New Line Cinema está em negociações com Zach Cregger para desenvolver uma prequela, que poderia explorar a história de fundo da personagem Gladys Lilly e as origens do folclore sombrio da cidade de Maybrook.